# Liste der Wappen in der Provinz Sulcis Iglesiente

Lage der Provinz in Italien

Die Liste der Wappen in der Provinz Sulcis Iglesiente zeigt die Wappen der Gemeinden in der Provinz Sulcis Iglesiente der autonomen Region Sardinien in der Republik Italien. In dieser Liste sind die Wappen jeweils mit einem Link auf die Gemeinde angezeigt.

## Wappen der Provinz Sulcis Iglesiente

Provinz Sulcis Iglesiente

## Wappen der Gemeinden der Provinz Sulcis Iglesiente

Buggerru
Calasetta
Carbonia
Carloforte
Domusnovas
Fluminimaggiore
Giba
Gonnesa
Iglesias
Masainas
Musei
Narcao
Nuxis
Perdaxius
Piscinas
Portoscuso
San Giovanni Suergiu
Sant’Anna Arresi
Sant’Antioco
Santadi
Tratalias
Villamassargia
Villaperuccio